# Сигнальный путь
Сигнальный путь — последовательность молекул, посредством которых информация от клеточного рецептора передается внутри клетки. Сигнал передается от молекулы к молекуле в строго определённом порядке, что и позволяет говорить о сигнальном пути. Большинство сигнальных путей активируются в ответ на внешние по отношению к клетке сигналы, такие как нейротрансмиттеры, гормоны и ростовые факторы. Меньшинство же начинается с сигналов, генерируемых внутри клетки.
К хорошо изученным сигнальным путям относятся PI3K-, Wnt-, цАМФ- и MAPK-сигнальные пути.